# Imperio Nazza: Top Secret Edition
Imperio Nazza: Top Secret es el octavo mixtape de los productores puertorriqueños Musicólogo & Menes. Se lanzó el 11 de enero del 2014, bajo el sello Nazza Records y El Cartel Records. Presenta temas nuevos y temas muy esperados que se anunciaron en los últimos tres años pero que nunca se lanzaron. Contó con 24 canciones y los artistas que participaron fueron Daddy Yankee, Arcángel, Farruko, J Álvarez, Lenny Tavárez, Ozuna, Gotay y mucho más.
Como antecedente, todo comenzó en junio del 2011, en el canal de YouTube de Musicólogo, donde se publicó un preview de la canción “Súbelo”, donde el productor anunciaba que era para el disco TMPR (The Most Powerful Roockie), pero finalmente fue descartado.
En diciembre del 2011, Musicólogo subió un preview de la canción “Detrás de ti” donde solo contaba con Farruko. En el mismo mes se publicaría un preview de la canción “Mi Nena” de Kenai “La Voz del Milenio”, con una pista diferente.
En septiembre del 2012, Daddy Yankee tuvo una entrevista con Coyote, en el cual promocionó su álbum “Prestige”, donde la mayoría de ellas fue producida por Musicólogo & Menes, y en una parte de la entrevista se escuchó la versión instrumental de la canción “Dime Que Pasó” de Daddy Yankee y Arcángel, pero aún no tenía nombre, ni se sabía quién la cantaría, hasta que en enero de 2013 se publicó un set de preview y apareció la canción con dicha instrumental.
En enero del 2013, Musicólogo subió un video denominado “El Mega Preview” donde mostraba unas canciones que estaban por salir, como “Igual que ayer” de Daddy Yankee y Wida López, “Dime Que Pasó”, “Vamos Hacerlo” de Gotay, esta última con una instrumental diferente.
En noviembre del 2013, se publicó un preview de la canción “Sin Miedo” de Polaco y Divino, donde además aparece Benny Benni, donde se evidencia que el la escribió.
En diciembre del 2013, el cantante “Eloy” subió a su canal de YouTube un preview de la canción “Un Secreto”, donde aparece cantándola en el estudio.
En enero del 2014, se publicó un último preview del disco y se trató de la canción “Que Tu Me Dices” de Chyno Nyno.
Otro detalle a considerar es que la canción “Party Bus” de J Álvarez, iba a salir en su mixtape “Imperio Nazza J Álvarez Edition”, publicado en diciembre de 2012, ya que al final de la pauta decía “J Álvarez Edition”. Además, hay una parte de la canción que había salido en la canción “Bellakeo” junto a Carnal y Endo, y se incluyó en el mixtape de Carnal “Reencarnal”, en agosto del 2013.

## Lista de canciones
| N.º | Título                                          | Productor                                                       | Duración |  |
| 1.  | «Una Escapadita» (J King & Maximan)             | Musicologo & Menes, Hi-Flow                                     | 03:46    |  |
| 2.  | «Igual Que Ayer» (Daddy Yankee)                 | Musicologo & Menes                                              | 03:04    |  |
| 3.  | «Que Tu Me Dices» (Chyno Nyno)                  | Musicologo & Menes, Neo Nazza                                   | 03:02    |  |
| 4.  | «Dime Que Pasó» (Daddy Yankee, Arcángel)        | Musicologo & Menes                                              | 03:30    |  |
| 5.  | «Busca La Botella» (Tony Tun Tun, Endo)         | Musicologo & Menes, Neo Nazza                                   | 02:52    |  |
| 6.  | «Sin Miedo» (Divino, Polaco)                    | Musicologo & Menes, Benny Benni                                 | 03:28    |  |
| 7.  | «Vamos Hacerlo» (Gotay)                         | Musicologo & Menes, Benny Benni                                 | 03:22    |  |
| 8.  | «Mi Nena» (Kenai)                               | Musicologo & Menes, JX                                          | 03:16    |  |
| 9.  | «Suena La Alarma» (Daddy Yankee, Farruko)       | Musicologo & Menes                                              | 02:00    |  |
| 10. | «Igual Que Yo» (Kelmit)                         | Musicologo & Menes, Neo Nazza, Edup                             | 03:56    |  |
| 11. | «El Combo Me Llama» (Benny Benni, Pusho)        | Musicologo & Menes, Segui "El Cirujano"                         | 03:49    |  |
| 12. | «Súbelo» (Farruko)                              | Musicologo & Menes                                              | 02:57    |  |
| 13. | «Tiemblo» (Lenny)                               | Musicologo & Menes                                              | 03:17    |  |
| 14. | «Dime Bebe» (Ozuna, Gotay)                      | Musicologo & Menes, Los Natty Boyz, Jan Paul                    | 03:55    |  |
| 15. | «Party Bus» (J Álvarez)                         | Musicologo & Menes, Neo Nazza                                   | 03:12    |  |
| 16. | «En Secreto» (Eloy)                             | Musicologo & Menes, Neo Nazza, Edup                             | 03:37    |  |
| 17. | «Mil Maneras» (Pinto)                           | Musicologo & Menes, Neo Nazza, Nekxum                           | 03:29    |  |
| 18. | «Lo Que La Calle Pide» (Farruko)                | Musicologo & Menes, Benny Benni                                 | 02:59    |  |
| 19. | «Pásalo» (Valdo)                                | Musicologo & Menes, Neo Nazza, Benny Benni, Segui "El Cirujano" | 03:27    |  |
| 20. | «Fuego» (Killatonez)                            | Musicologo & Menes, Neo Nazza, Super Yei                        | 03:12    |  |
| 21. | «Solo Una Foto» (Carnal)                        | Musicologo & Menes, Benny Benni                                 | 03:23    |  |
| 22. | «Detrás De Ti» (Farruko, Jory Boy)              | Musicologo & Menes                                              | 02:41    |  |
| 23. | «Boom Boom Boom» (Delirious, Benny Benni, Endo) | Musicologo & Menes, Benny Benni                                 | 03:48    |  |
| 24. | «Nuestro Amor» (Daddy Yankee)                   | Musicologo & Menes                                              | 02:44    |  |